# Dobranoc, Punpunie
Dobranoc, Punpunie (jap. おやすみプンプン Oyasumi Punpun) – manga autorstwa Inio Asano, publikowana na łamach magazynu „Shūkan Young Sunday” wydawnictwa Shōgakukan od marca 2007 do lipca 2008. Następnie została przeniesiona do „Shūkan Big Comic Spirits”, gdzie ukazywała się od października 2008 do listopada 2013. W Polsce seria została wydana nakładem wydawnictwa Kotori.

## Fabuła
Dobranoc, Punpunie śledzi doświadczenia życiowe Punpuna Onodery, chłopca mieszkającego w Japonii, a także kilku jego przyjaciół. Historia opowiada o dorastaniu Punpuna, dzieląc się na około 4 etapy jego życia: szkołę podstawową, gimnazjum, liceum i wczesną dorosłość.

## Bohaterowie
- Punpun Onodera (jap. 小野寺 プンプン Onodera Punpun)

Młody chłopak, który najczęściej przedstawiany jest jako ptak, choć w miarę rozwoju jego postaci przybiera także inne formy. Kiedy czuje się zagubiony w życiu lub przygnębiony, kontaktuje się z „Bogiem” za pomocą śpiewu, którego nauczył go wujek.
- Aiko Tanaka (jap. 田中 愛子 Tanaka Aiko)

Główny obiekt westchnień Punpuna. Na początku proponuje, aby Punpun uciekł razem z nią do Kagoshimy. Czasami używa nazwiska Orihara (jap. 織原).
- Bóg (jap. 神 Kami)

Istota ukazana jako fotorealistyczna głowa z afro, która często pojawia się przed Punpunem w razie potrzeby (Punpun „przywołuje” go wypowiadając słowa: „Dear God, Dear God, Tinkle hoy”).
- Mama Punpuna

Matka Punpuna, która cierpi na depresję i na wahania nastroju, a także ma problemy z gniewem. Ma skomplikowaną relację z synem, któremu nadała swoje nazwisko po rozwodzie z mężem.
- Yūichi Onodera (jap. 小野寺 雄一 Onodera Yūichi)

Wujek Punpuna. Jest trzydziestokilkuletnim freeterem, który opiekuje się Punpunem, gdy jego matka przebywa w szpitalu.
- Midori Ōkuma (jap. 大隈 翠 Ōkuma Midori)

Dziewczyna Yūichiego, która prowadzi kawiarnię. Na krótko dołącza do rodziny Punpuna podczas jego nauki w gimnazjum i pomaga w opiece nad nim oraz jego rodziną.
- Sachi Nanjō (jap. 南条 幸 Nanjō Sachi)

Młoda kobieta, którą Punpun spotyka jako młody dorosły. Jest aspirującą mangaką, która z czasem staje się jego bliską przyjaciółką.
- Masumi Seki (jap. 関 真澄 Seki Masumi)

Jeden z przyjaciół Punpuna z dzieciństwa oraz bliski przyjaciel Shimizu. Jest cyniczny i zdystansowany, ale głęboko troszczy się o Shimizu.
- Kō Shimizu (jap. 清水 コー Shimizu Kō)

Jeden z przyjaciół Punpuna z dzieciństwa. Ma bujną wyobraźnię i jest zależny od Sekiego. Później dołącza do kultu Pegaza.
- Toshiki Hoshikawa / „Pegaz” (jap. 星川 敏樹 Hoshikawa Toshiki)

Przywódca sekty w mieście Punpuna i powracająca postać poboczna.
- Mitsuko Tanaka (jap. 田中 光子 Tanaka Mitsuko)

Matka Aiko i członkini sekty. Jest okrutna i obraźliwa w stosunku do swojej córki, a także wykazuje oznaki niestabilności psychicznej. Choć kończy jako kaleka, późniejsze rozdziały sugerują, że może być to jedynie gra.
- Heiroku Shishido (jap. 宍戸平六 Shishido Heiroku)

Właściciel mieszkania wynajmowanego przez Punpuna, który zostaje jego przyjacielem.
- Shuntarō Harumi (jap. 晴見俊太郎 Harumi Shuntaro)

Jeden z przyjaciół Punpuna z dzieciństwa. Zostaje nauczycielem w szkole podstawowej.

## Produkcja
Rok po ukończeniu Solanina, Asano ogłosił, że planuje wydać kolejną mangę. Zachęcony jej sukcesem, powiedział, że skończył z „podnoszącymi na duchu historiami”. Pomimo początkowego sprzeciwu ze strony redaktora i wydawcy, przeszedł do realizacji swojego projektu. Tokie Komuro, redaktor naczelny magazynu „Gekkan Sunday Gene-X”, który wstawił się za Asano powiedział, że jedynym powodem, dla którego mangaka był w stanie wydać swoją mangę, były jego dotychczasowe dobre wyniki i reputacja z wcześniejszych prac.

Chciałem zaskoczyć czytelników zabierających się za książkę, ponieważ myśleli, że Punpun jest uroczy, i zdenerwować ich. (Śmiech) Chciałem powiedzieć czytelnikowi: „Oto inny rodzaj mangi. Spójrz, do jakich głębin rzeczywistości może sięgnąć manga”.

Asano początkowo planował przedstawić historię Punpuna w sposób kronikarski, ukazując jego rozwój przez dziesięć lat w siedmiu tomach. Pierwsza połowa miała być romansem, druga zaś miała skupić się na postaciach Punpuna i Aiko podczas ich podróży, która miała być podobna do filmu drogi. Jednakże, z biegiem czasu manga rozrosła się do trzynastu tomów, ponieważ autor chciał skupić się bardziej na rysunkach oraz rozwinąć wątki pobocznych postaci. Asano celowo podkreślił elementy pierwszej połowy, takie jak głupota bohaterów, aby w drugiej móc zaskoczyć czytelników i wywołać u nich szok. Z każdym mrocznym zwrotem w mandze, sprzedaż spadała, nad czym Asano ubolewał, ponieważ jego czytelnicy stawali się coraz bardziej wyobcowani. Postrzegał też ich jako wrogów, kiedy otrzymywał krytykę, co prowadziło do ostrej reakcji i powodowało jeszcze większy sprzeciw. Manga stanowiła dla Asano ujście dla jego wątpliwości i lęków, takich jak strach przed byciem ofiarą lub sprawcą morderstwa.
Projektując Punpuna, Asano chciał znaleźć odpowiednią równowagę pomiędzy zbyt przystojnym a zbyt brzydkim wyglądem głównego bohatera, dlatego też zdecydował się nie przedstawić jego twarzy i pozostawić to wyobraźni czytelników. Początkowo planował przedstawić wszystkie postacie tak jak rodzinę Punpuna, ale jego redaktorowi nie spodobał się ten pomysł. Autor wykorzystał fotografię i grafikę komputerową do stworzenia teł. Tła na zewnątrz były tworzone poprzez robienie zdjęć, konwertowanie ich na czarno-białe i drukowanie ich tak, aby jego asystenci mogli rysować na nich kontury i obiekty. Wnętrza były tworzone w oprogramowaniu do modelowania 3D, co miało tę zaletę, że pozwalało ukazać kąty niemożliwe do uchwycenia przez zwykły aparat. Zapytany, dlaczego kładzie tak duży nacisk na tła, Asano powiedział, że pozwala to rysunkom mieć większy wpływ, zwłaszcza, że postaciom takim jak Punpun brakuje dynamiki. Później Asano żałował, że cyfrowo przetworzył swoje zdjęcia.

## Motywy
Przedstawienie Punpuna jako karykatury bez twarzy miało pomóc czytelnikom w identyfikacji z Punpunem i zachęcić ich do dalszego czytania, zarówno gdy był przedstawiony jako ptak, jak i w jego późniejszych formach. Asano wykorzystał również prosty wygląd Punpuna do celów symbolicznych, takich jak dodanie mu rogów byka, aby reprezentował on Altair, przyrównując jego trójkąt miłosny do Trójkąta letniego z Aiko jako Wegą i Sachi jako Denebem.
Asano opisał młodego Punpuna jako fundamentalistę, co prowadzi do jego późniejszych żalów i niechęci do szarych stref. Przypisał te cechy również innym postaciom: „Główni bohaterowie w Punpunie zawsze pozostają dziećmi w taki sposób, że ich naiwność prowadzi ich do porażki i izolacji społecznej”. W pierwotnym zamyśle mangaki, Punpun miał zginąć podczas ratowania dziecka swojego przyjaciela, ale ostatecznie Asano uznał to za zbyt „czyste” zakończenie. Kontynuował motyw, że Punpunowi nic nie wychodzi, każąc mu żyć i odmawiając mu samotności po śmierci Aiko, poprzez połączenie go w parę z Sachi. W ostatnim rozdziale, doświadczenia Punpuna są skontrastowane z doświadczeniami jego przyjaciela z dzieciństwa Harumiego, aby pokazać Punpuna z perspektywy normalnej osoby. Harumi postrzega Punpuna jako osobę otoczoną przyjaciółmi, ale w rzeczywistości nic nie poszło po jego myśli, co dodatkowo podkreśla motyw jego porażki.
Jeśli chodzi o gatunki, Asano nie lubił określania mangi jako utsumanga (manga przygnębiająca) lub surrealistyczna, co jego zdaniem ją szufladkowało. Ponieważ seria była wydawana w magazynie seinen, Asano stworzył ją z myślą o czytelnikach, którzy mogliby zaakceptować niemoralność, a nie postrzegać bohatera jako wzór do naśladowania.

## Publikacja serii
Manga początkowo ukazywała się w magazynie „Shūkan Young Sunday” od 15 marca 2007 do 31 lipca 2008, kiedy to zaprzestano publikacji czasopisma. Następnie seria została przeniesiona do „Shūkan Big Comic Spirits”, gdzie była publikowana od 20 października 2008 do 2 listopada 2013. Wydawnictwo Shōgakukan skompilowało 147 rozdziałów mangi w 13 tankōbonów, wydanych między 3 sierpnia 2007 a 27 grudnia 2013.
W Polsce seria została wydana przez Kotori w 7 tomach zbiorczych.
| Nr | Język japoński       | Język japoński         | Język polski     | Język polski           |
| Nr | Data wydania         | ISBN                   | Data wydania     | ISBN                   |
| -- | -------------------- | ---------------------- | ---------------- | ---------------------- |
| 1  | 3 sierpnia 2007      | ISBN 978-4-09-151218-5 | wrzesień 2019    | ISBN 978-83-66132-60-3 |
| 2  | 28 grudnia 2007      | ISBN 978-4-09-151259-8 | wrzesień 2019    | ISBN 978-83-66132-60-3 |
| 3  | 5 czerwca 2008       | ISBN 978-4-09-151333-5 | grudzień 2019    | ISBN 978-83-66132-63-4 |
| 4  | 30 stycznia 2009     | ISBN 978-4-09-151413-4 | grudzień 2019    | ISBN 978-83-66132-63-4 |
| 5  | 30 czerwca 2009      | ISBN 978-4-09-151430-1 | maj 2020         | ISBN 978-83-66132-64-1 |
| 6  | 26 grudnia 2009      | ISBN 978-4-09-151479-0 | maj 2020         | ISBN 978-83-66132-64-1 |
| 7  | 30 września 2010     | ISBN 978-4-09-151499-8 | grudzień 2020    | ISBN 978-83-66568-19-8 |
| 8  | 26 lutego 2011       | ISBN 978-4-09-151510-0 | grudzień 2020    | ISBN 978-83-66568-19-8 |
| 9  | 28 października 2011 | ISBN 978-4-09-151529-2 | marzec 2021      | ISBN 978-83-66568-20-4 |
| 10 | 27 kwietnia 2012     | ISBN 978-4-09-151537-7 | marzec 2021      | ISBN 978-83-66568-20-4 |
| 11 | 30 listopada 2012    | ISBN 978-4-09-151543-8 | sierpień 2021    | ISBN 978-83-66568-46-4 |
| 12 | 28 czerwca 2013      | ISBN 978-4-09-151549-0 | sierpień 2021    | ISBN 978-83-66568-46-4 |
| 13 | 27 grudnia 2013      | ISBN 978-4-09-151555-1 | październik 2021 | ISBN 978-83-66568-48-8 |

## Odbiór
W 2016 roku seria zdobyła 22. nagrodę Manga Barcelona w kategorii seinen. W styczniu 2019 manga liczyła ponad 3 miliony egzemplarzy w obiegu.